# Akobo (miasto)
Akobo – miasto w Sudanie Południowym stolica stanu Akobo. Liczy poniżej 1000 mieszkańców. Ośrodek przemysłowy. W mieście znajduje się port lotniczy Akobo. Nieopodal miasta rzeka Akobo wpada do rzeki Pibor.